# SEAT IBZ
El SEAT IBZ fue un prototipo presentado por SEAT en el Salón del Automóvil de Frankfurt de 2009. Se trata de un vehículo que anticipa las líneas y dimensiones de la nueva versión familiar del Ibiza. Las medidas son las mismas que las del Ibiza IV, pero 20 cm más largo, con un maletero de 410 litros.

## Características
El SEAT IBZ dispone de faros delanteros led de nuevo diseño, llantas de aleación de 19” con neumáticos 235/35 y techo panorámico completo. Las puertas traseras se abren utilizando las manetas integradas tras la ventanilla, al estilo de la segunda generación del Seat León: Cuenta con un interior futurista de piel en color Magnolia (Beige), con iluminación azul.

## Imágenes

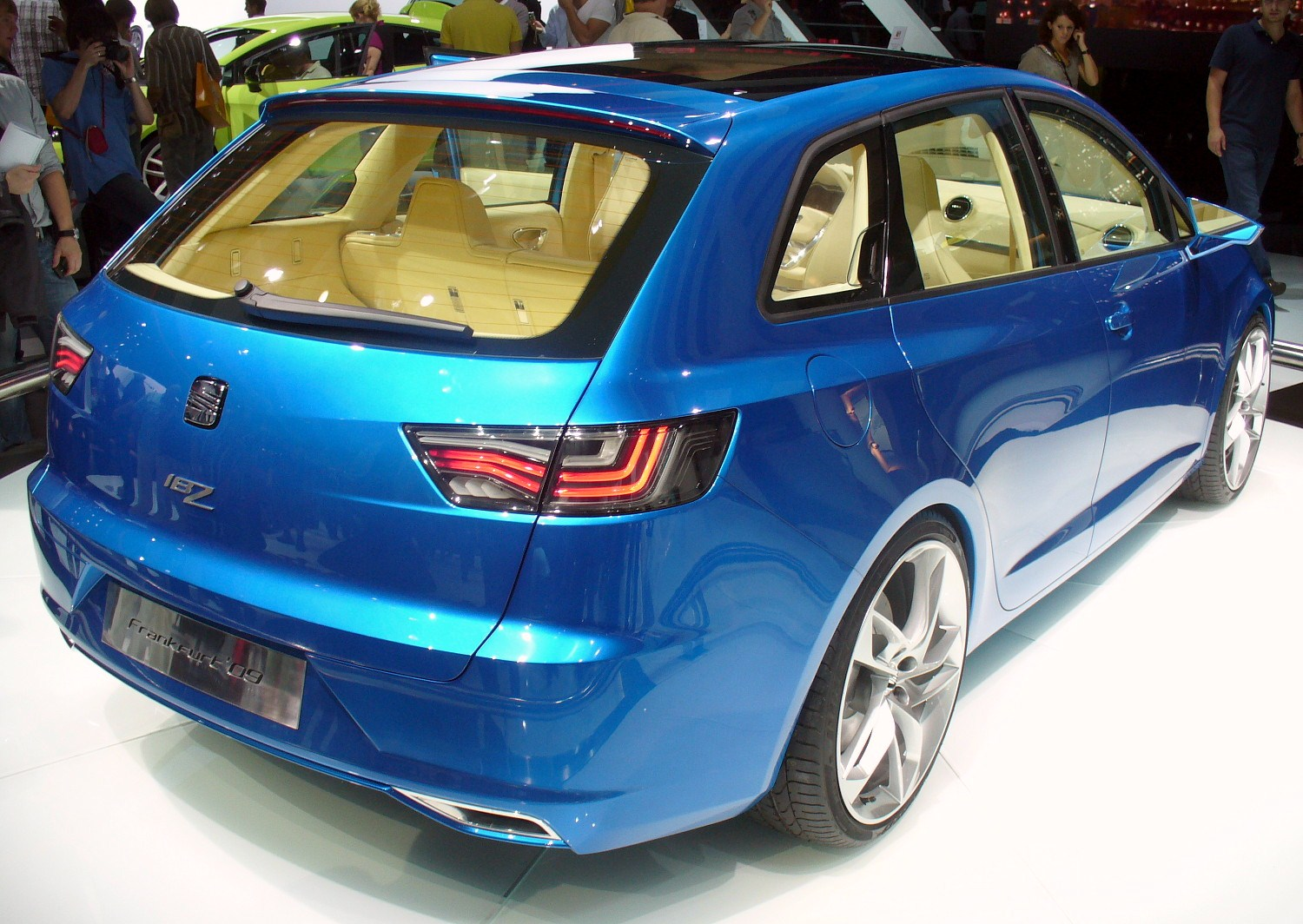
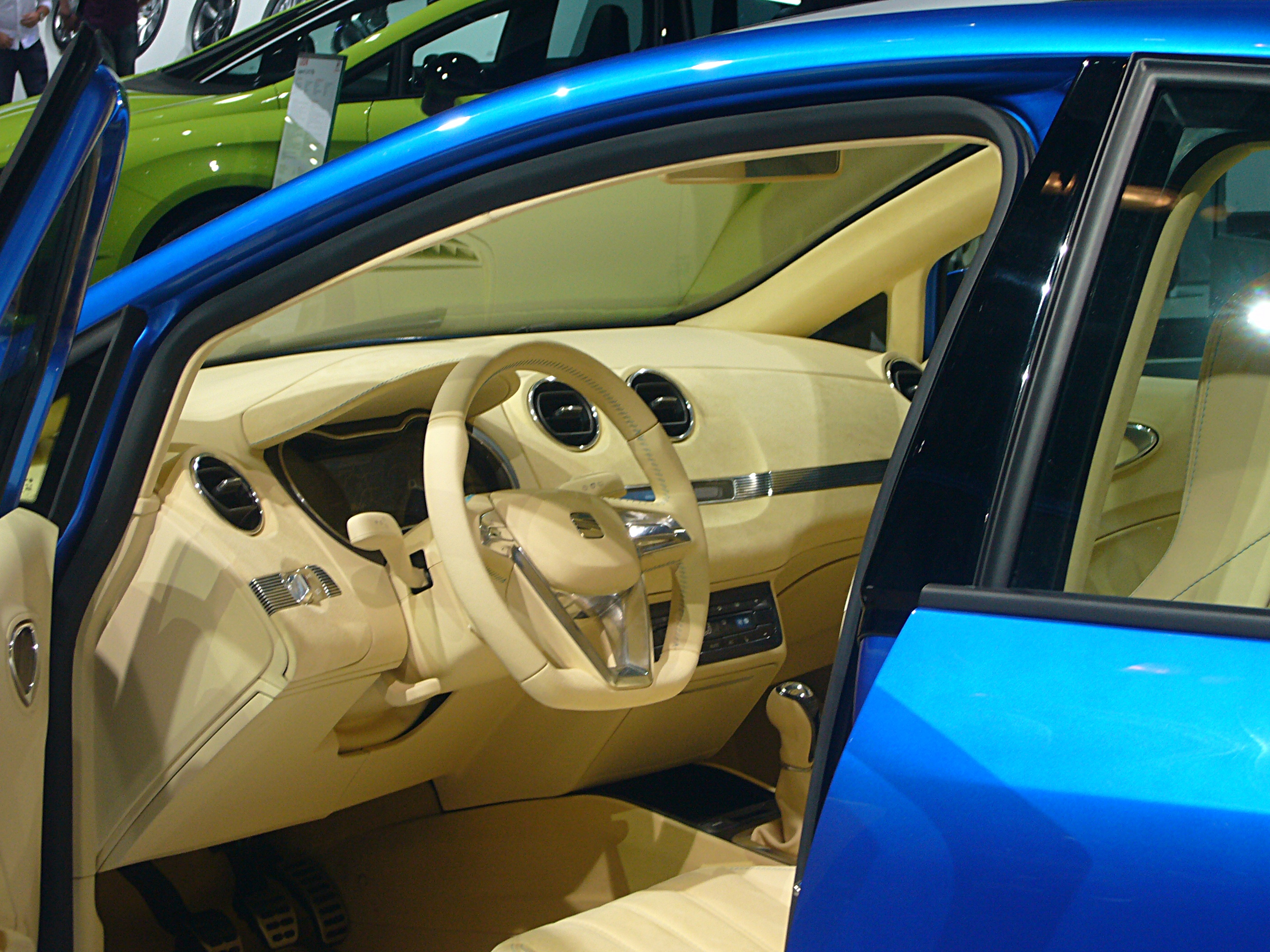
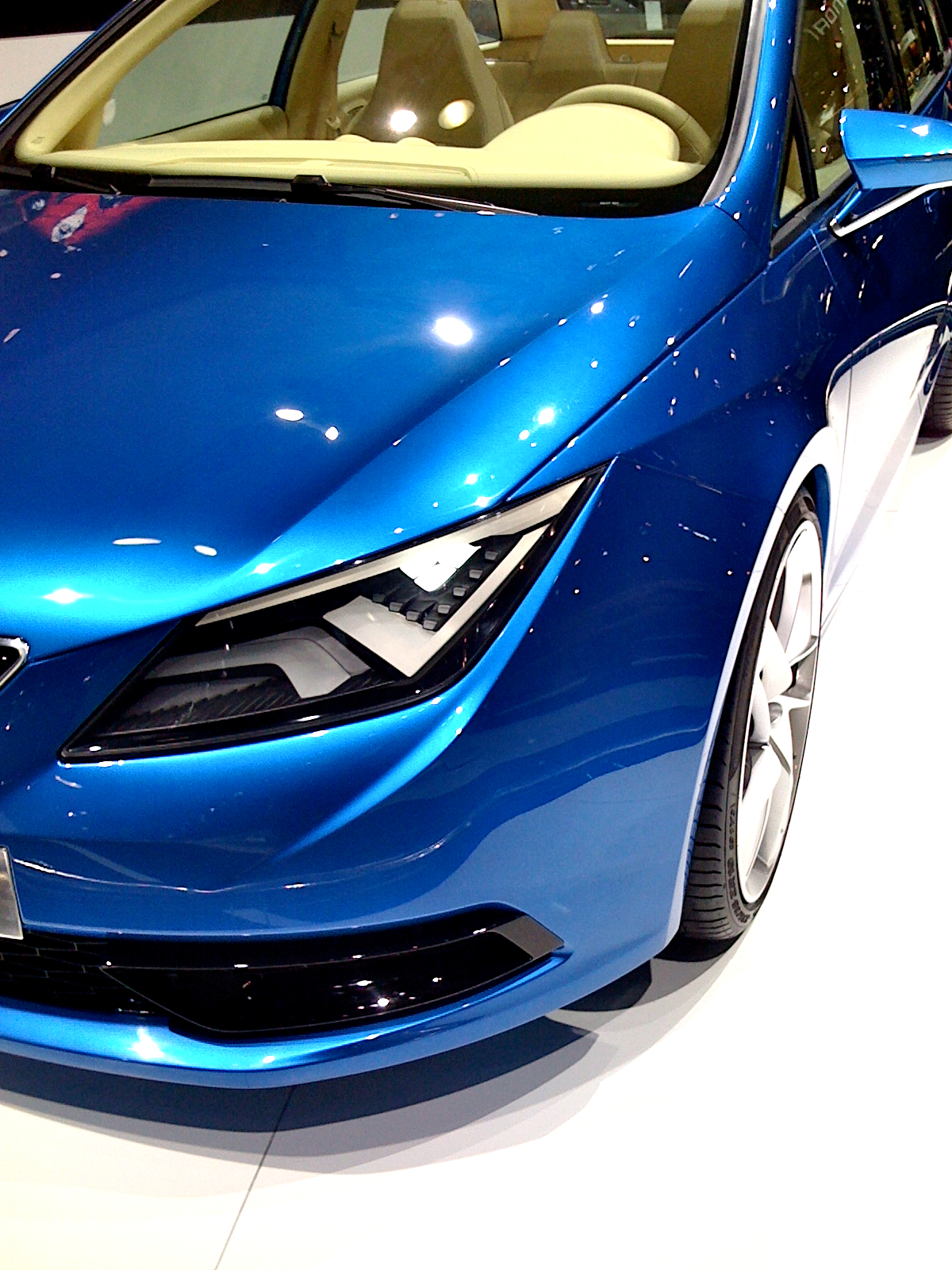